# QinetiQ

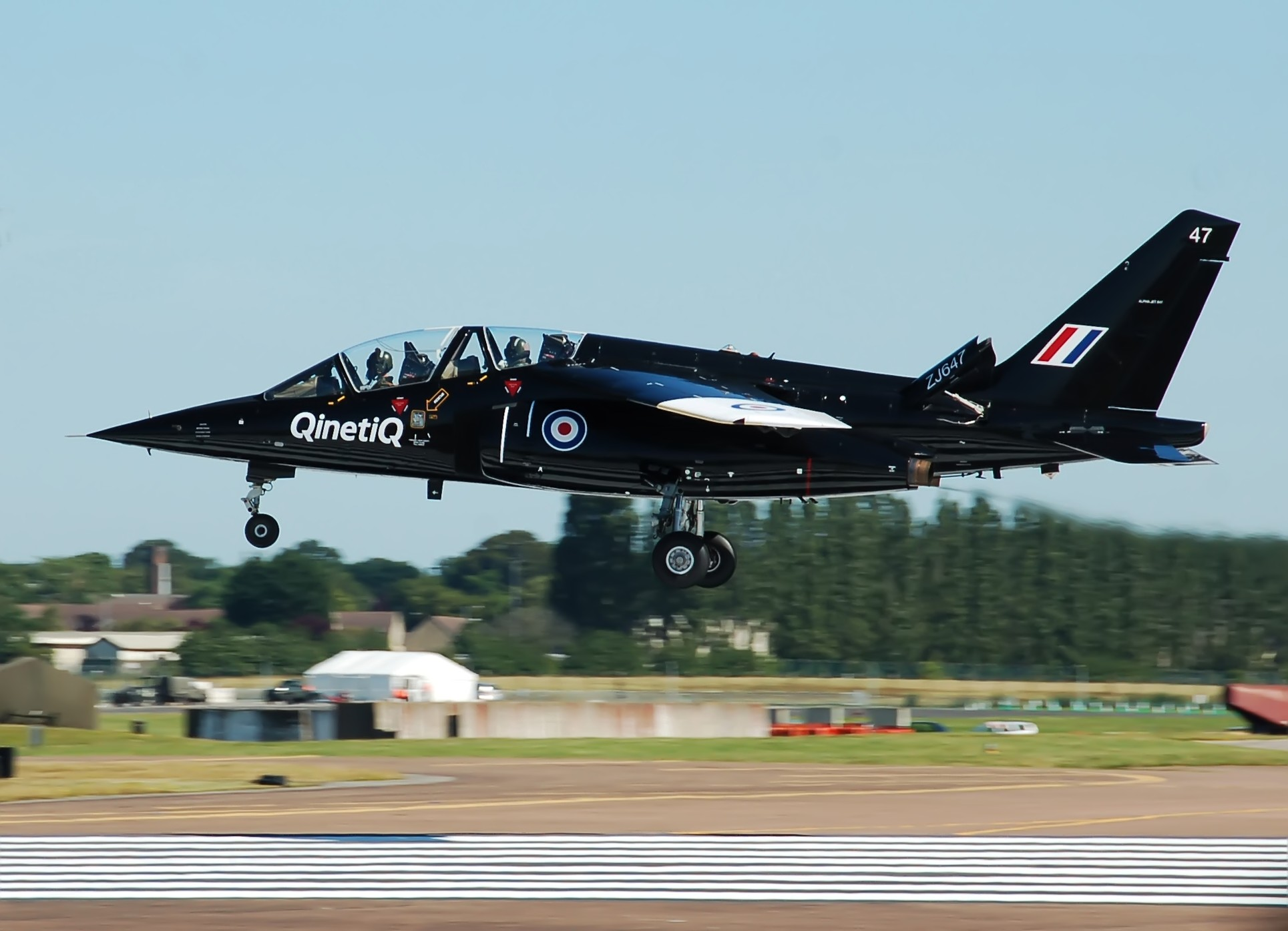

QinetiQ — британська транснаціональна корпорація зі штаб-квартирою в Фарнборо, Гемпшир, має відділення в США та Канаді. Виконує розробку високотехнологічних систем в аерокосмічній та оборонній галузі, 52-й за обсягами капіталовкладень оборонний підрядник (на 2011 рік), і шостий у Великій Британії.
Розробляє літаки, безпілотні літальні апарати, бойові роботи, судна.